# Pantin
Pantin is een gemeente in het Franse departement Seine-Saint-Denis (regio Île-de-France). De gemeente telde 60.954 inwoners op 1 januari 2022. De plaats maakt deel uit van het arrondissement Bobigny. Pantin ligt aangrenzend aan Parijs en meer specifiek het 19e arrondissement.
De metrostations Église de Pantin, Hoche en Bobigny - Pantin - Raymond Queneau, alsmede Tramlijn 3b, geven verbinding met het centrum van Parijs.

## Geschiedenis
In de loop van de 19e eeuw veranderde Pantin van een dorp naar een industriële voorstad van Parijs. In 1822 werd het Canal de l'Ourcq geopend. Langs het kanaal ontstonden havenactiviteiten. In 1846 werd de spoorlijn Parijs - Straatsburg aangelegd, die dwars door de gemeente liep. Toch zou het tot 1864 tot er een treinstation kwam in de gemeente. Door de groei van Parijs en de stadsvernieuwing in gang gezet door prefect Georges-Eugène Haussmann, verhuisde de vervuilende industrie naar de gemeenten aan de rand van Parijs. Zo verhuisde in 1867 het slachthuis van Parijs naar Pantin. Daarmee kwam ook een hele industrie op basis van dierlijke vetten (zeep en parfums) naar de gemeente. Grands Moulins, de grote meelmolens van van Pantin, produceerde jaarlijks 190.000 ton meel. Voor de groeiende bevolking werden al in de jaren 1930 goedkope collectieve woningen (habitations bon marché, HBM). Intussen waren er ook sloppenwijken verrezen langs de grens met Parijs, een zone die voorheen om militaire redenen niet mocht bebouwd worden. In de sloppen woonden veelal buitenlandse immigranten, waaronder veel Italianen. Pas in 1943 verdween de laatste sloppenwijk uit Pantin. Vanaf de jaren 1950 kwamen er habitations à loyer modéré (HLM) in Pantin.

## Geografie
De oppervlakte van Pantin bedroeg op 1 januari 2022 5,01 vierkante kilometer; de bevolkingsdichtheid was toen 12.166,5 inwoners per km².
De onderstaande kaart toont de ligging van Pantin met de belangrijkste infrastructuur en aangrenzende gemeenten.

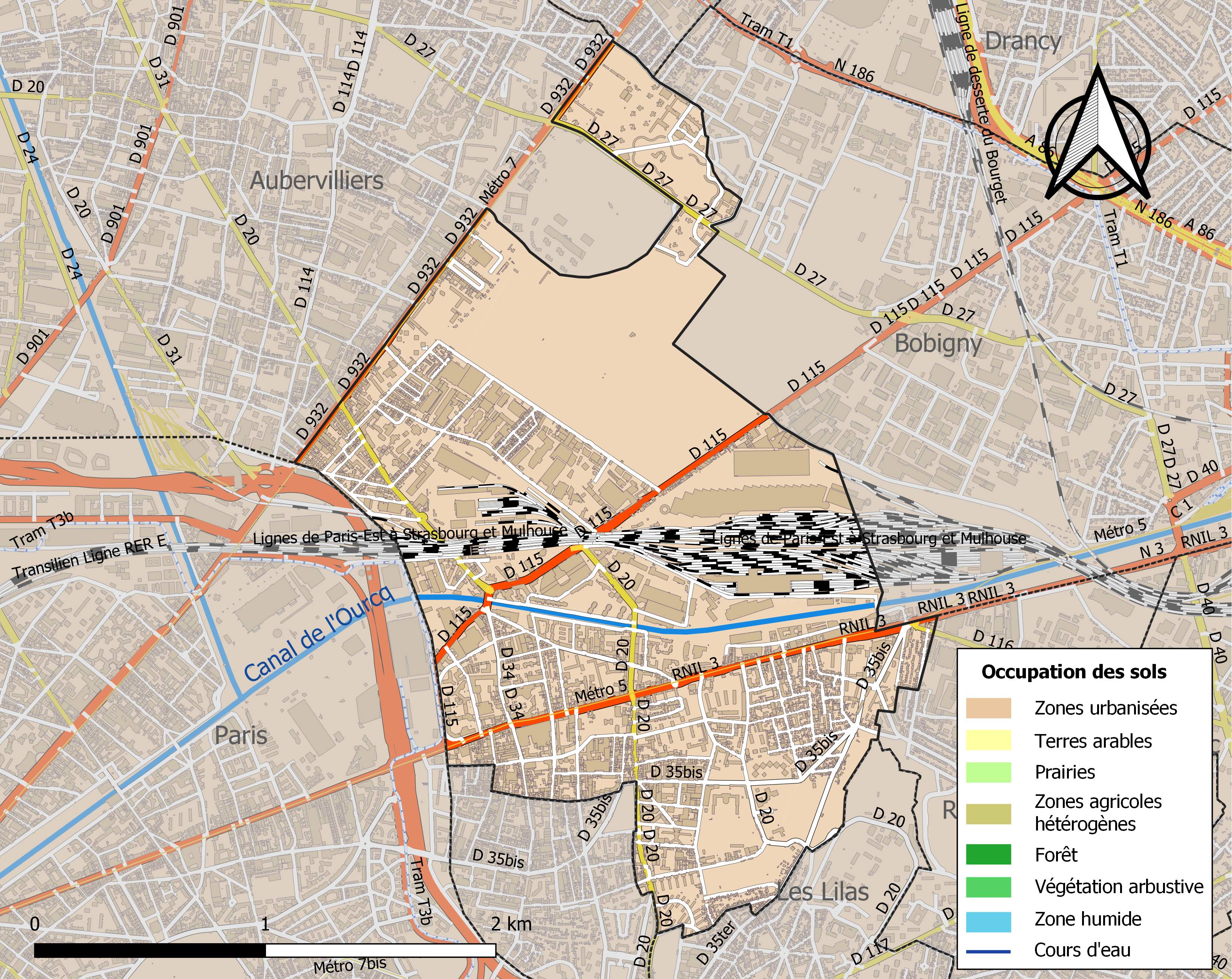

## Demografie
In 1800 telde de gemeente ongeveer 900 inwoners. In 1900 waren dit er ongeveer 30.000. Onderstaande figuur toont het verloop van het inwonertal (bron: INSEE-tellingen).

## Geboren in Pantin
- Renée Falconetti (1892-1946), actrice
- Jean-Marc Tennberg (1924-1971), dichter en acteur
- Gabriel Obertan (26 februari 1989), voetballer

## Afbeeldingen

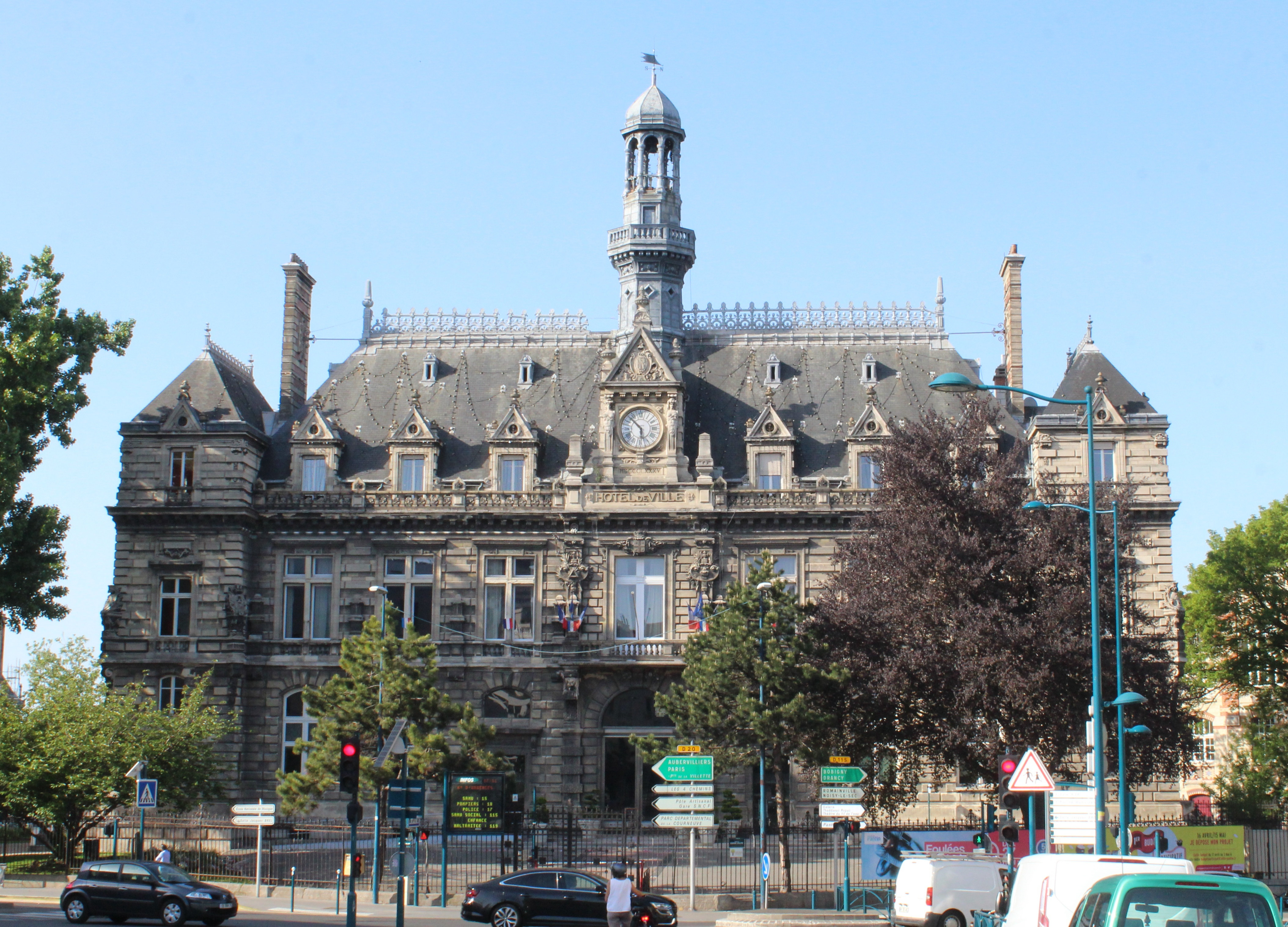
Gemeentehuis (1886), beschermd als monument historique
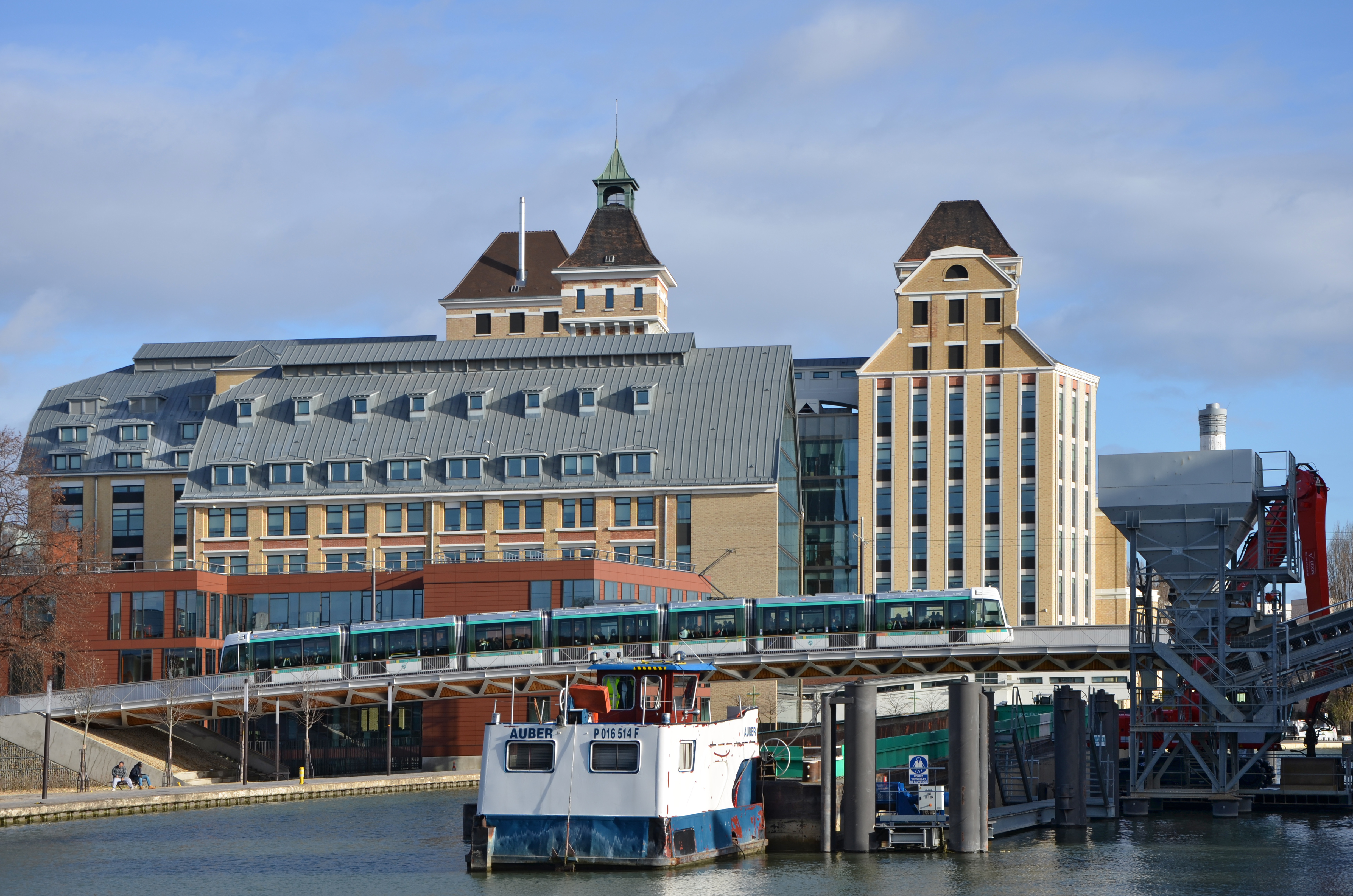
Tram op Tramlijn 3b op de brug over het Canal de l'Ourcq
Station